# Ерусалимка
Ерусалимка — деревня в Ядровской волости Псковского района Псковской области.
Расположена на побережье реки Великая, в 6 км от южной границы Пскова и деревни Черёха.
Численность населения деревни по состоянию на 2000 год составляла 7 жителей.